# Érszodoró
Érszodoró (románul: Sudurău) falu Romániában. Szatmár megye egyik települése.

## Fekvése
Nagykároly városától délre fekszik.

## Története
Érszodoró nevét 1205 és 1235 között a Váradi regestrum említette először Zudurou néven.
1453-1475 között Codoro, Zwdoro, 1543-ban Zudoro, 1566-ban Szodoró, 1784-ben Ér-Szodoró néven írták nevét.
1475től a Szodorai család és utódainak birtoka volt, és birtokuk volt itt még 1797-ben is.
1682 előtt Szodoró a környéken folyó csatározások következtében elpusztult, és 60 évig lakatlan maradt.
1712-ben az elpusztult Szodoro praediumba a más vármegyékből betelepülők 3 évre minden közteherviselés alól mentességet nyertek, de így is csak 1715-ben kezdett újratelepülni.
1720-tól Szodoróhoz tartozó település volt Tövised puszta is.
1797-ben végzett összeíráskor Ér Szodoró' és Tövised községek főbb birtokosai Szodorai Zsigmond utódai, a Bán család, Kis Ferenc és a Katra család voltak.
1805-ben a Boja, Darabant, Csonka, Gál és Orosz nemes adózó családokat írták össze a faluban.
1890-ben 628 lakosa volt, ebből 298 magyar, 330 román, melyből római katolikus 17, görögkatolikus 330, református 239, izraelita 42. A házak száma 91 volt.
A 20. század elején a falu lakosságának fő megélhetési forrása a dohánytermesztés volt.
1919-ig Magyarországhoz tartozott, Szilágy vármegye részeként. 1910-ben 556 román és magyar lakosa volt.
1992-ben 205 román és magyar nemzetiségű lakos lakta. (A magyarok a lakosság 30%-át alkotják.)

## Nevezetességek
- Református temploma - 1740-ben új fatemplomot építettek a leégett fatemplom helyébe, 1830-ban ismét új templom épült, melyet az 1834 évi erős földrengés megrongált, ezért azt vasakkal foglalták körül. 1869-ben szentelték fel az újjáépített, toronnyal kitoldott templomot. Anyakönyvet 1777-től vezetnek.
- Görögkatolikus templom - 1841-ben épült. Anyakönyvük 1824-ben kezdődik.

## Híres szülötte
- Sipos Gábor (1951. október 30.): magyar történész, levéltáros, egyetemi oktató.